# Croatá
Croatá é um município brasileiro do estado do Ceará. Localiza-se na Microrregião da Ibiapaba, Mesorregião do Noroeste Cearense. Sua população segundo o Censo de 2022 é de 17 481 habitantes.

## Etimologia

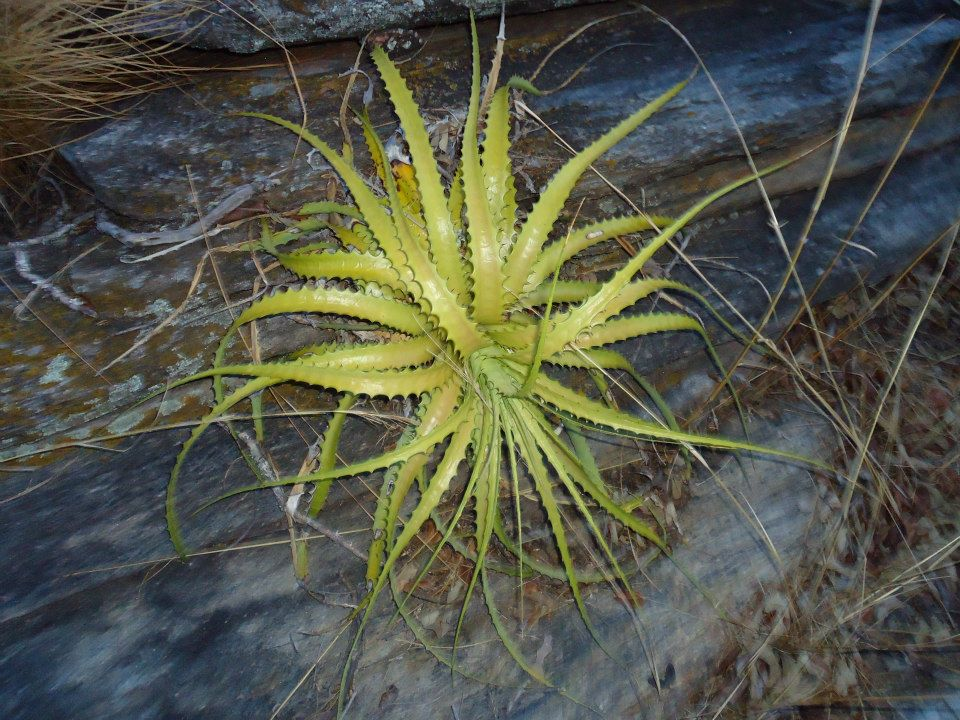
Croatá, planta que dá nome ao município

O topônimo Croatá vem do tupi e pode significar:
- caruá: cará (espinhento); uá (talo, caule) e atá (forte, duro), significando talo com espinhos;
- Para Von Martius, croatá é uma contração de caragoatá: caranhe (arranhar) e oatá (o que anda por causa dos espinhos), significando erva que arranha o viajante;[5]
- Para Teodoro Fernandes Sampaio deriva o termo de carauá-tá, traduzindo-o como o o carauá duro.

O topônimo Croatá é uma alusão à planta silvestre da família das bromélias, também chamada gravatá, coroatá, caruá, coroá, crauá, croá, caroá, que é abundante na região e que tem diversas utilidades. Das folhas retira-se fibra sedosa que serve para fazer cordas, linhas de pesca, capacho e até alimento.
Sua denominação original era Croatá, depois Presidente Kennedy (alterado pela lei estadual nº 6570, de 18 de setembro de 1963) e, desde 1965, novamente Croatá (alterado pela lei estadual nº 8339, de 14 de dezembro de 1965).

## História
As terras da serra dos Cocos, localizado no lado sul da Chapada da Ibiapaba, na divisa com as terras do sertão de Crateús, era habitados por nações indígenas como os tupis(tabajaras, tupinambás) e tapuias (calabaças, cararijus, cariris, inhamuns, karatis, jaburus, javanbés).
Ao redor da primitiva capela de Nossa Senhora das Dores, desenvolveu-se o atual centro urbano, que se emancipou do Inhussu.
A elevação do povoado a categoria de vila ocorreu segundo a lei n° 2.677, de agosto de 1929, e a de município conforme lei n° 8.339, de 14 de dezembro de 1965, antes de ser instalado e restaurado na forma da lei n° 11.430, de 28 de abril de 1988.

## Geografia

### Clima
Tropical quente semiárido com pluviometria média de 610 mm  com chuvas concentradas de janeiro a abril.

### Hidrografia e recursos hídricos
As principais fontes de água fazem parte da bacia do rio Parnaíba, sendo elas o rio Inhussu, os riachos Cana Brava, Canindé Grande, Cruz, Macambira e São Roque e outros tantos. Existem ainda açudes de grande porte, mas destaca-se a Logoas das Mercês.

### Relevo e solo
O município de Croatá está situado na Chapada da Ibiapaba e seu relevo apresenta um leve declínio para o lado do estado do Piauí. As principais elevações possuem altitudes com até 800 metros acima do nível do mar, atingindo o ápice no Morro do Pico.

### Vegetação
A vegetação da região de Croatá faz parte da flora da Chapada da Ibiapaba, com predominância da uma vegetação arbustiva densa, de caules finos (carrasco). No leste do de Croatá encontra-se a mata úmida, serrana (floresta subperenifólia tropical plúvio-nebular).

### Subdivisão
O município é dividido em oito distritos: Croatá (sede), Barra do Sotero, Betânia, Santa Tereza, Repartição, Lagoa da Cruz, Vista Alegre, e São Roque.

## Aspectos socioeconômicos
A maior concentração populacional encontra-se na zona rural. A sede do município dispõe de abastecimento de água, fornecimento de energia elétrica, serviço telefônico, agência de correios e telégrafos, serviço bancário, hospitais, hotéis e ensino de 1° e 2° graus.
A partir de Fortaleza o acesso ao município pode ser feito por via terrestre através da rodovia Fortaleza/Tianguá BR 222, seguindo depois estrada estadual (CE-187) que passa Ubajara, Ibiapina, São Benedito e Guaraciaba do Norte. As demais vilas, lugarejos, sítios e fazendas são acessíveis (com franco acesso durante todo o ano) através de estradas estaduais, asfaltadas ou carroçáveis..
A economia local é baseada na agricultura (café, banana, cana-de-açúcar, mandioca e feijão); na pecuária (bovinos, suínos e avícola).
O turismo também é uma das fontes de renda, devido ao clima ameno.

## Cultura
Os principais eventos culturais são:
- Aniversário de emancipação política do Município (3 de maio)
- Dia da Padroeira Nossa Senhora das Dores (15 de setembro)